# Cachalot-klass
Cachalot-klassen var ett par medelstora ubåtar i USA:s flotta som byggdes enligt tonnagebegränsningarna i Londonavtalet från 1930. De fick ursprungligen namnen V-8 och V-9 och kallades därför "V-båtar" trots att de inte hade något samband med de andra sju ubåtarna (V-1 till V-7) som byggdes mellan första och andra världskriget. En omfattande studie genomfördes för att fastställa den optimala ubåtsstorleken enligt fördragets restriktioner, med hänsyn tagen till total styrka, uthållighet och procentandel av styrkan som kunde hållas på plats långt från en bas, som i ett krigsscenario i Stilla havet. Joseph W. Paige från marinens Bureau of Construction and Repair (BuC&R) utvecklade den grundläggande designen, men byggaren Electric Boat var ansvarig för detaljarrangemangen; detta var ganska djärvt, eftersom Electric Boat inte hade byggt några nya ubåtar sedan fyra föråldrade båtar för Peru färdigställdes. De tidigare V-båtarna hade alla byggts på örlogsvarv. Cuttlefish var den första ubåten som byggdes vid EB:s anläggning i Groton, Connecticut; byggandet av tidigare Electric Boat-konstruktioner hade lagts ut på andra varv, särskilt Fore River Shipbuilding i Quincy, Massachusetts.

## Design
Även om Cachalot-klassen till det yttre påminde mycket om de senare "flottubåtarna", var de internt helt annorlunda. På grund av påtryckningar från ubåtsofficerskonferensen hade de dubbla skrov anpassade från kejserliga Tysklands U-135, direktdrivna dieselelektriska framdrivningssystem, en separat besättningsmässa (återinförd tack vare EB:s omorganisering av den interna layouten); Portsmouth skulle följa strax efter), och betydande utrymme runt kommandotornet i det stora brofästet (som minskades drastiskt under andra världskriget när 7,6 cm däckskanonen flyttades framåt från bryggan). Valet föll på 7,6 cm kanonen eftersom man vid den tiden ansåg att en större kanon skulle uppmuntra ubåtskaptenerna att strida på ytan mot ubåtsjaktfartyg; detta förblev ubåtarnas standarddäckskanon fram till början av andra världskriget, då krigserfarenheterna visade att en större kanon behövdes.
EB utökade kraftigt användningen av elektrisk svetsning som hade introducerats av Portsmouth på de tidigare V-båtarna. På Cuttlefish svetsades större delen av det yttre skrovet och bränsletankarna, medan det inre tryckskrovet förblev nitat. Portsmouth svetsade visserligen icke-kritiska områden på Cachalot, som överbyggnaden, rörfästen, stödramar och inre tankar, men fortsatte att använda nitning för både det inre och yttre skrovet. Under kriget läckte de nitade båtarna brännolja.
De inbyggda motorspecifikationerna var två Bureau of Steam Engineering-byggda, MAN-designade M9Vu 40/46 niocylindriga tvåtakts direktdrivna huvuddieselmotorer på 1 535 hk (1 145 kW) vardera, med en BuEng MAN tvåtakts hjälpdieselmotor, som drev en 330 kW (440 hk) elgenerator. Hjälpmotorn var avsedd att ladda batterier eller för ökad hastighet på ytan via ett dieselelektriskt system som gav ström till huvudelmotorerna.
På grund av dubbelskrovskonstruktionen var de externa tankarna för smala för enkelt underhåll, och MAN-dieslarna var en ständig huvudvärk och krävde ombyggnad med General Motors-Winton fyrtaktsmotorer 16-258 under 1936–1938. Å andra sidan förbättrade klassen villkoren för besättningen, Cuttlefish var den första ubåten utrustad med luftkonditionering. Klassen var också den som först utrustades med Mark I Torpedo Data Computer (TDC).

## Tjänstgöring
Trots beräkningsprocessen hade minskningen av storleken gått för långt med Cachalot-klassen, vilket begränsade deras uthållighet. Den efterföljande Porpoise-klassen var cirka 300 ton större, och varje efterföljande klass var stegvis större än sina föregångare fram till Gato-klassens ubåtar 1941 (med undantag för de två experimentella Mackerel-klassens ubåtar från 1939). Efter tre krigspatruller i Stilla havet vardera förpassades Cachalot-klassen till utbildningsuppdrag i september 1942, då många ubåtar i Gato-klassen blev tillgängliga.

## Skepp i klassen
| Namn       | Fartygs- nummer | Varv                  | Kölsträckt      | Sjösatt          | Levererad       | Tagen ur tjänst | Öde          |
| ---------- | --------------- | --------------------- | --------------- | ---------------- | --------------- | --------------- | ------------ |
| Cachalot   | SS-170          | Portsmouth Navy Yard  | 21 oktober 1931 | 19 oktober 1933  | 1 december 1933 | 17 oktober 1945 | Skrotad 1947 |
| Cuttlefish | SS-171          | Electric Boat Company | 7 oktober 1931  | 21 november 1933 | 8 juni 1934     | 24 oktober 1945 | Skrotad 1947 |